# Incidentul din Insula Maury
Incidentul din Insula Maury din iunie 1947 se referă la afirmațiile lui Fred Crisman și Harold Dahl conform cărora ar fi observat aeronave necunoscute și ar fi fost amenințați de oameni în negru să nu dezvăluie acest lucru.

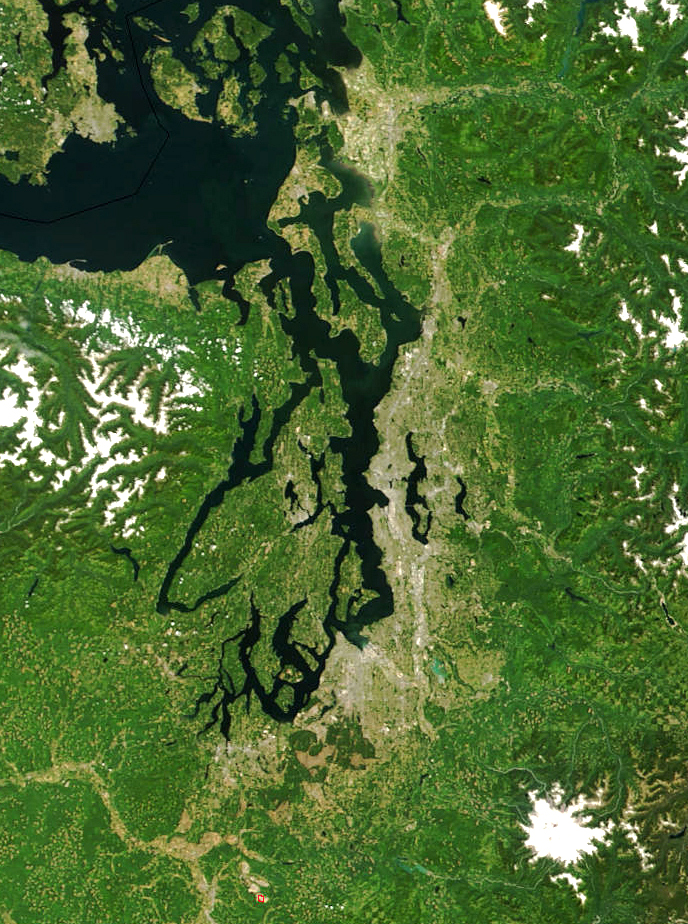

Cazul este considerat a fi o farsă. 

## Descriere
La 23 iunie 1947 echipajul unei ambarcațiuni ai pazei de coastă format din Harold Dahl, fiul său, câinele său și un alt membru navigau către Puget Sound, o localitate apropiată de Insula Maury, o insulă din Statul Washington. Din cauza apropierii unei furtuni,  Harold Dahl a încercat să acosteze într-un golf al insulei, la cca. 3 km de Tacoma.  Manevra a fost întreruptă de apariția a  șase obiecte circulare de treizeci de metri în diametru. Un OZN a coborât spre suprafața apei, aparent din cauza unor defecțiuni tehnice. Acesta avea la mijloc o deschizătură și două rânduri de hublouri la exterior. Dahl a fotografiat obiectul de 4 ori, în timp ce OZN-ul a început să oscileze din ce în ce mai tare, împroșcând cu obiecte din metal incandescent, care au lovit barca și au ucis câinele. Obiectele ar fi lăsat la sol o substanță necunoscută. Apoi cele șase obiecte au accelerat puternic și au dispărut deasupra apelor Oceanului Pacific.   
A doua zi, un prieten al lui Dahl, Fred Crisman, ar fi văzut fragmente dintr-o navă necunoscută pe insula Maury și ar  fi observat un OZN care zbura într-un cerc larg deasupra golfului.
Întrebat de Kenneth Arnold,  Dahl  a afirmat că ulterior ar fi fost avertizat de un om îmbrăcat într-un costum negru să nu spună nimănui despre acest incident.
Doi ofițeri de informații, căpitanul William Davidson și locotenentul Frank Brown, au venit la Tacoma unde s-au întâlnit cu Dahl și Crisman, în prezența lui Arnold. Cei doi ofițeri  au plecat cu fragmentele de metal găsite la locul incidentului cu o aeronavă B-25. Deși aeronava B-25 era într-o stare perfectă de funcționare, a început să aibă probleme imediat ce metalul necunoscut a fost urcat la bord, în timpul zborului aeronava a luat foc și s-a prăbușit la 1 august 1947 lângă Kelso, statul Washington, iar cei doi ofițeri au fost uciși  în accident. Alte două persoane de la bordul B-25 care au reușit să salveze au susținut că incendiul a fost atât de intens încât s-a răspândit foarte repede încât era inutil să încerce să-l stingă.

## Popularizare
Incidentul a fost ulterior descris în cartea lui Gray Barker They Knew Too Much About Flying Saucers (Ei știu prea multe despre farfurii zburătoare), ceea ce a dus la popularizarea conceptului de Oameni în Negru.

## Posibilă farsă
Mai târziu, Dahl  a afirmat că toată povestea este o farsă, deși susținătorii teoriei OZN ar putea specula că a cedat la presiunile oamenilor în negru. Substanța despre care s-a pretins ca a fost abandonată de obiectele necunoscute s-a dovedit a fi zgură de la o topitorie locală. Fotografiile realizate de Dahl au fost neclare și inutilizabile.
Scriitorul american Fred Crisman ar fi inventat această poveste de la zero,  iar prăbușirea avionului ar fi fost accidentală. Charles Dahl ar fi negat categoric că ar fi fost rănit la braț de un fragment metalic din OZN.